# Денни, Артур
Артур Денни (англ. Arthur Armstrong Denny; 1822—1899) — один из основателей (пионер) города Сиэтл, член Denny Party, а также государственный деятель.

## Биография
Родился 20 июня 1822 года в местечке Salem, округ Вашингтон, штат Индиана, в семье  Джона Денни (John Denny, 1793–1875) и Сары Денни (Sarah Latimer Boren Denny, 1805–1888), где росло ещё пятеро детей: Lewis, Alford, John, David и Allen.
Школу Артур посещал в округе Нокс, штат Иллинойс, куда перебралась его семья. Его родители были ирландского происхождения: отец участвовал в войнах с индейцами и затем служил в законодательном собрании штата Иллинойс; мать была домохозяйкой и много болела. В школе мальчик изучал плотницкие работы, затем геодезию, став впоследствии инженером-строителем и инспектором округа Нокс (с 1843 года). В этом же году женился на Мэри Энн Борен, которая была сестрой жены брата Артура — Дэвида.
В 1851 году Артур Денни возглавил группу родственников — Denny Party, которые решили перебраться на запад. В апреле они покинули Иллинойс и в августе прибыли в штат Орегон, город Портленд. 13 ноября 1851 года они стали основателями города Сиэтла.
15 февраля 1852 года Денни и другие члены его группы подали свои заявки на землю, вскоре их получив. Артур Денни занялся торговлей, создав в 1854 году торговое партнерство с  Dexter Horton и David Phillips. В 1855 году он участвовал в войнах с индейцами, проходивших на территории штата Вашингтон. Затем занялся политической деятельностью, был комиссионером округа Терстон, а затем округа Кинг, где был расположен Сиэтл. Он также занимал должность первого почтмейстера в Сиэтле и находился в территориальной палате представителей (House of Representatives) в течение девяти сроков подряд, в том числе и в качестве спикера. С 1861 по 1865 год он был регистратором Главного земельного управления (General Land Office), являлся территориальным делегатом на тридцать девятом конгрессе Соединенных Штатов. 

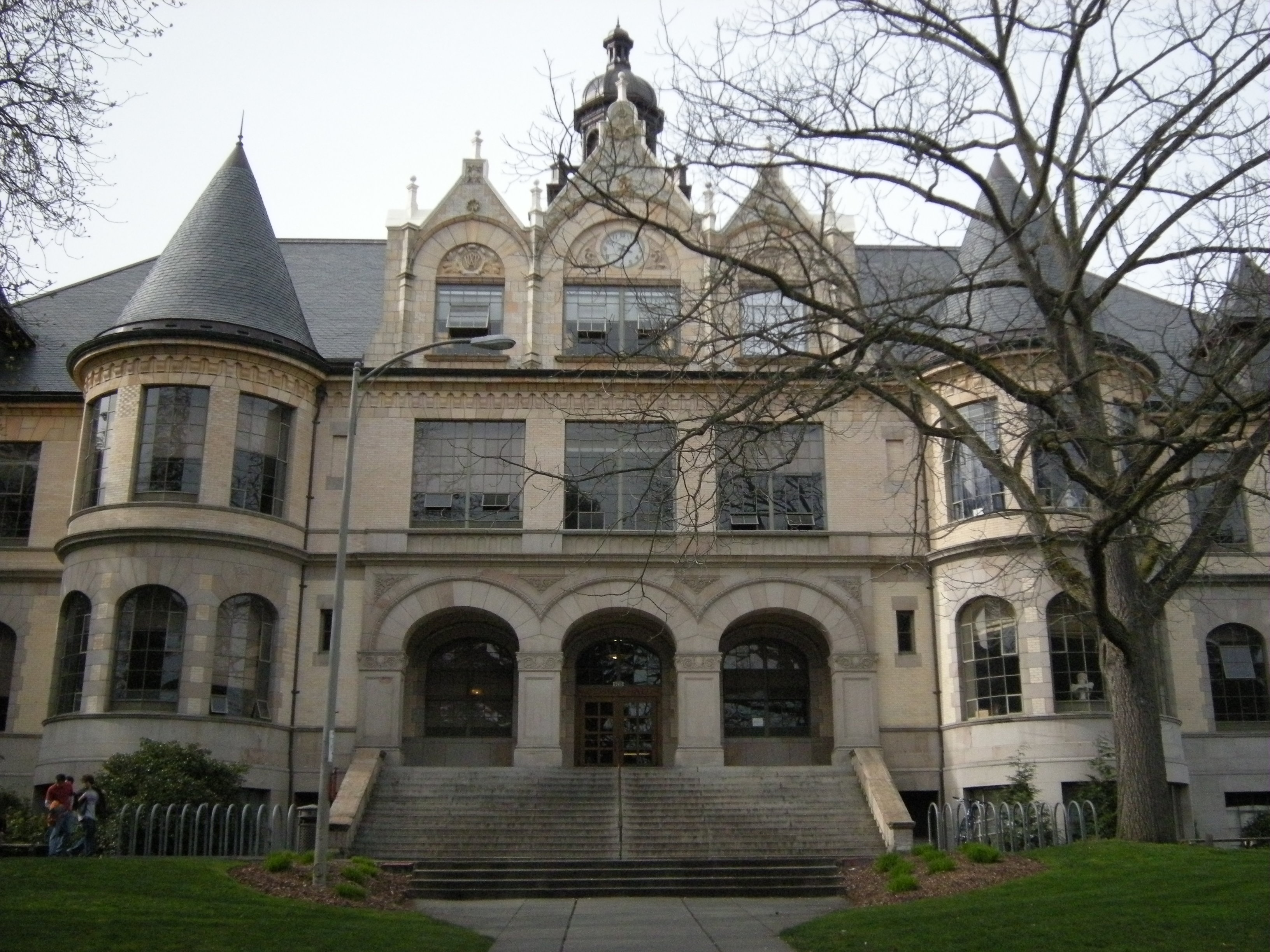
Здание Denny Hall Вашингтонского университета

Затем Артур Денни вернулся из политики в бизнес к своим партнёрам — Хортону и Филлипсу, приобретя долю в компании Dexter Horton and Co., основанной  Хортоном и Филлипсом в 1870 году, которая впоследствии стала банком  Seattle-First National Bank. Также Денни был президентом железнодорожной компании Seattle and Walla Walla Railroad Company и инвестором в компании Great Western Iron and Steel Company. 
В конце своей жизни Артур Денни работал в Обществе пионеров Вашингтона (Society of Washington Pioneers) и написал мемуары «Pioneer Days on Puget Sound» (1888). Он был также участником создания Университета Вашингтона и пожертвовал значительный участок земли для его места расположения. Нынешний корпус Вашингтоноского университета — Денни Холл (построен в 1895 году) — назван в его честь.
Умер 9 января 1899 года в Сиэтле и был похоронен на городском кладбище Lake View Cemetery.

### Семья

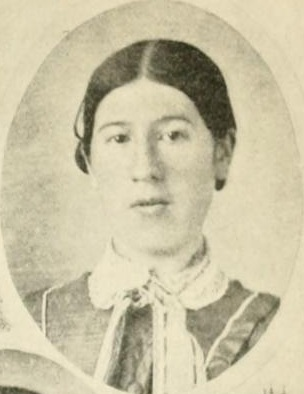
Жена − Мэри Энн Борен

В 1843 году Артур Денни женился на Мэри Энн Борен (Mary Ann Boren, 1822−1910), которая была сестрой жены его брата — Дэвида. В семье родилось шестеро детей:
- Louisa Catherine Denny Frye (1844–1924)
- Margaret Lenora Denny (1847–1915)
- Rolland Herschel Denny (1851–1939)
- Orion O. Denny (1853–1916)
- Arthur Wilson Denny (1859–1919)
- Charles Latimer Denny (1861–1919)